# Slagskepp

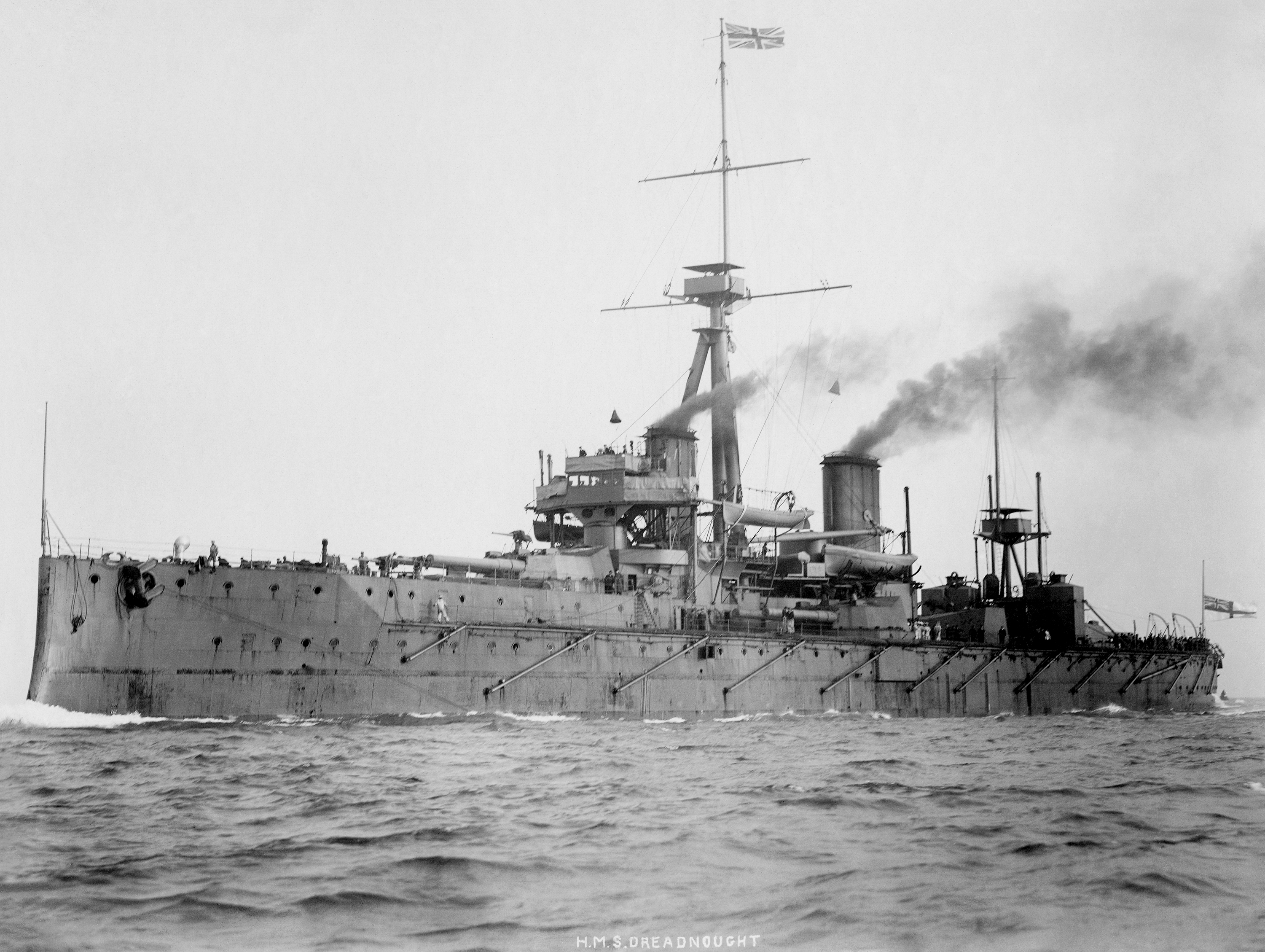
HMS Dreadnought

Ett slagskepp är en typ av örlogsfartyg som byggdes mellan 1850-talet och 1940-talet och som bar det mest kraftfulla skeppsartilleriet och som var bäst bepansrade av alla krigsskepp. Slagskeppens utveckling kan härledas från 1400-talets koggar som användes i norra Europa, 1500-talets karacker och galeoner, 1600- och 1700-talets linjeskepp, 1800-talets järnbeklädda örlogsfartyg och pansarskepp samt 1900-talets Dreadnoughts. De stora pansarfartygen som var avsedda för slaglinjen kallades inledningsvis för pansarfregatter, men med segelriggen försvann detta namn och ersattes med slagskepp (engelska: battleship, franska: cuirassé d'escadre) eller "linjeskepp" (tyska: Linienschiff). Men med hangarfartygens inträdande på huvudscenen under andra världskriget (1939-45) kom skeppstypen att bli föråldrad, och har inte spelat någon framträdande roll i något krig sedan dess.
Slagskepp var konstruerade för att slåss mot motsvarande fientliga örlogsfartyg med direkt eller indirekt eld från sitt huvudartilleri. I sina sekundära roller var de kapabla att bombardera mål vid och nära kusten för att understödja marktrupp. En tredje roll framkom under andra världskriget, när slagskeppen använde sitt kraftiga luftvärnsskydd för att skydda hangarfartyg från luftanfall. Efter andra världskriget användes ännu slagskepp för att bombardera kuster och som robotplattformar ända fram till 1990-talet.
Namnet "slagskepp" kan härledas från slaglinje-taktiken från mitten av 1600-talet. Denna taktik innebar att fartygen vanligtvis följde varandra i en linje (en så kallad slagordning) och avfyrade sina bredsidor mot ett håll. De fartyg som förväntades bilda denna linje kallades linjeskepp eller slaglinjeskepp, vilket senare kom att förkortas till enbart slagskepp. De delades in i flera klasser: första-, andra- och tredje rangens slagskepp. De slagskepp som tillhörde den fjärde- och femte rangen var fregatter och sjätte rangens slagskepp var slupar. De senare användes för kommunikation och spaning och deltog vanligtvis inte i de egentliga bataljerna. Trots att denna klassificering fungerade bra in på 1700-talet kom terminologin att bli förvirrande i mitten av 1800-talet genom att man införde stora, ångdrivna, bepansrade enkeldäckfartyg som bar ett litet antal kraftfulla kanoner. Dessa fartyg var tekniskt sett fregatter eftersom de enbart hade ett kanondäck, men de var konstruerade för att slåss som linjeskepp och de var dessutom de mest kraftfulla örlogsfartygen av sin tid.

## Utvecklingen mot slagskepp

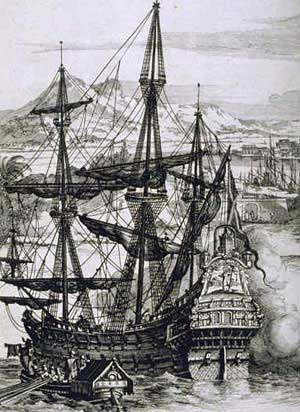
En spansk galeon från 1500-talet.

Ursprunget till slagskeppskonceptet kan återfinnas i de koggar som användes av de nordeuropeiska flottorna under 1100-1400-talet. Dessa fartyg hade ett övertag mot galärer och långskepp eftersom de hade upphöjda plattformar som kallades "kastell" i fören och aktern. I kastellen kunde bågskyttar avfyra sina pilar mot fiendeskepp. Med tiden kom dessa kastell att bli högre och större och blev slutligen integrerade i själva skeppskonstruktionen, vilket förbättrade den totala styrkan.
Det var med fartyg som dessa som man först experimenterade med att bära storkalibriga artilleripjäser. Galärer bar ofta kanoner av mindre kaliber, men koggarna kunde bära tyngre pjäser. Genom att placera dem högre och genom att man avfyrade dem genom hål i fartygssidorna, utvecklades ett mera kraftfullt örlogsfartyg. Dessa kom att kallas "rundskepp" eller "storskepp" och hade flera fördelar gentemot lägre fartyg. De var mera vädertåliga, de kunde avfyra sina kanoner från en högre position och därmed förorsaka större skada bland de fientliga galärbesättningarna, dessa fartyg var svårare att borda och var tåligare mot kanoneld. I och med att en roddbesättning inte längre behövdes sparade man mycket utrymme, men samtidigt utlämnades fartygen till vindarnas godtycke. Detta betydde att galärer ännu ofta användes för att bogsera dessa fartyg till bra positioner inför och under ett slag. Galärer kunde ännu övervinna storskepp, speciellt ifall det inte fanns någon vind och om de hade numerär överlägsenhet. Vartefter storskeppen ökade i storlek kom dock galärer att bli allt mindre användbara. När storskeppen, senare kända som karacker och sedermera galeoner, spreds genom Europa och slutligen nådde Medelhavet omkring år 1600 kom de att användas för utforska världen och upprätthålla handelsrutter över stormiga oceaner. Galärer och galeasser (en större, högre typ av galär med kanoner mot sidorna, men lägre än en galeon) användes allt mera sällan och omkring 1750 hade de liten inverkan på sjökrigföringen. Omkring 1710-talet byggde alla större sjömakter fartyg som dessa.
De stora djonkerna som användes i det kinesiska imperiet som bland annat beskrevs av olika resande österut, såsom Marco Polo och Niccolò Da Conti, och som bland annat användes vid de resor som amiral Zheng He gjorde tidigt på 1400-talet, motsvarade de europeiska fartygen. Kina skulle dock aldrig komma att utveckla djonkerna till avancerade stridsfartyg och när europeiska intressen tog över i Kina kom återstoden av dessa djonker att bli utklassade av de europeiska örlogsfartygen.

## Segelåldern

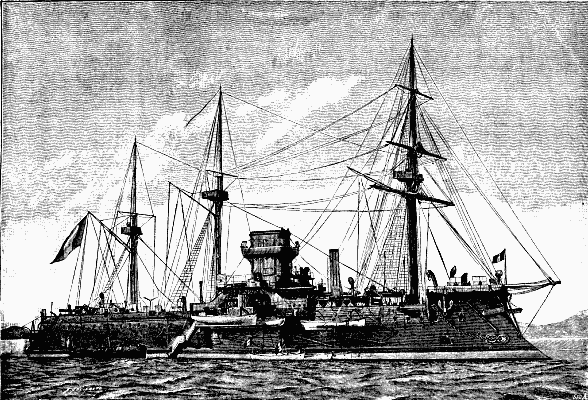
Det franska slagskeppet Redoutable år 1873.

Tidigt under och fram till mitten av 1600-talet kom nya stridstekniker att användas av flera flottor, speciellt bland de engelska och nederländska flottorna. Tidigare hade strider utkämpats genom att stora flottor med skepp närmade sig varandra oordnat och de kom då att strida mot varandra i den position de råkade befinna sig när de sammanträffade. Detta ledde ofta till att man bordade varandra. Nu bildade man i stället en lång, enkel linje och närmade sig fiendeflottan i denna formation. Man försökte upprätthålla linjen under hela striden och man bombarderade den andra flottan tills någondera fick nog och retirerade. Skepp i denna formation bildade tillsammans en beskyddande enhet. Deras kanoner pekade mot fienden, och deras egna svaga ställen, fören och aktern, skyddades av de andra skeppen i linjen. Denna formation var känd som "stridslinjen" och de skepp som ansågs slagkraftiga nog att ta del i denna linje kallades linjeskepp. Denna taktik användes fram tills några brittiska amiraler prövade ut nya, mera aggressiva modifikationer på denna taktik under sent 1700-tal. Till och med efter att segelåldern tagit slut på 1850-talet och efter att man utvecklat fartyg med kanontorn längs köllinjen, kom stridslinjetekniken fortsättningsvis att användas av de flesta flottor.
På 1600-talet kunde en flotta bestå av hundratals fartyg av olika storlekar, men vid mitten av 1700-talet hade linjeskeppsdesignen utvecklats till ett fåtal standardskepp: Äldre tvådäckare (det vill säga; med hela två däck med kanoner som sköt genom sidogluggar) med 50 kanoner (som var för svaga för stridslinjen, men som kunde användas för att eskortera konvojer), tvådäckare som bar mellan 64 och 90 kanoner som bildade huvuddelen av flottan samt större tre- och till och med fyrdäckare med 98–144 kanoner som användes som amiralens ledningsskepp. Flottor som bestod av kanske 10–25 av dessa fartyg, med tillhörande underhållsskepp samt spanings- och kommunikationsfregatter upprätthöll kontrollen över sjövägarna för de större europeiska sjömakterna medan man försökte förhindra att fienden kunde handla sjövägen.
Trots att Spanien, Nederländerna och Frankrike byggde jättelika flottor, kom de sällan att kunna matcha de brittiska flottbesättningarna. De brittiska besättningarna hade övertaget eftersom de tillbringade mera tid till sjöss och eftersom de generellt sett fick bättre föda. Britterna var även generellt sett mera kompetenta, eftersom den brittiska flottan baserade sitt befordringssystem mera på merit än på adelskap. Därtill kunde Storbritannien tillföra mera resurser till sin flotta eftersom de inte behövde upprätthålla stora landarméer.

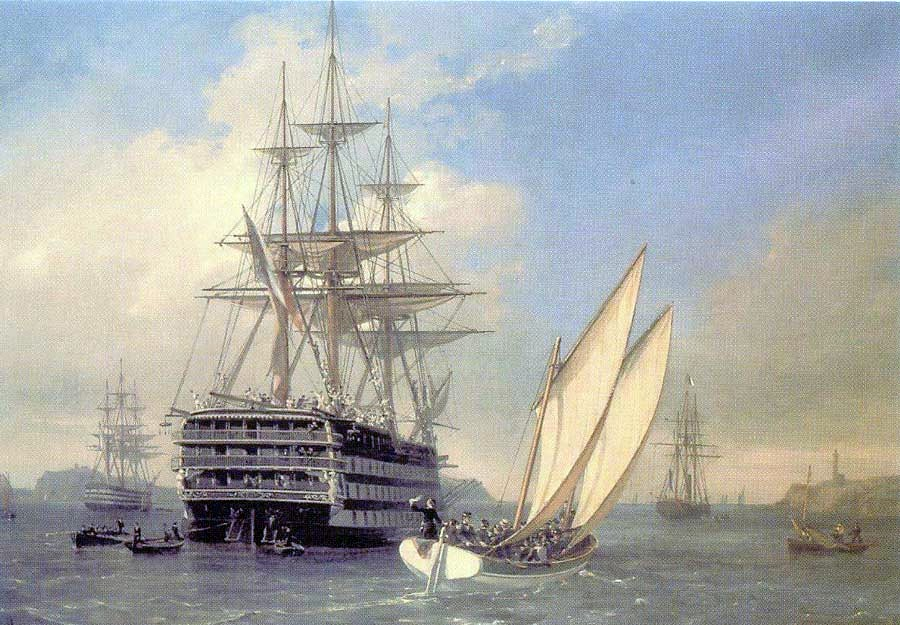
Den franska Valmy (1847), det största seglande linjeskeppet som någonsin byggts.

I Nordsjön och i Nordatlanten utkämpade de brittiska, holländska, franska och spanska flottorna många slag för att understödja sina landarméer och för att förhindra att fienden gjorde detsamma. I Östersjön utkämpade Sverige, Danmark, Nederländerna och Ryssland liknande slag. I Balkan, Egypten och Malta i Medelhavet utkämpades slag mellan Ryssland, Osmanska imperiet, Republiken Venedig, Storbritannien och Frankrike.
Under Napoleonkrigen besegrade Storbritannien övriga marina stormakter vid bland annat slaget vid Köpenhamn, Kap Sankt Vincent, Abukir och Trafalgar, vilket kom att leda till att den brittiska Royal Navy blev världens främsta sjömakt. Spanien, Danmark och Portugal slutade att bygga linjeskepp under denna tid under brittiskt tvång. Efter Napoleonkrigen 1815 hade Storbritannien den största och mest professionella flottan i världen. Denna flotta bestod av hundratals segelfartyg i trä av alla storlekar och klasser. Royal Navy hade totalt sjöherravälde över hela världen och demonstrerade även denna överhöghet under Krimkriget på 1850-talet mot de ryska hamnarna i norra Europa.
Det största seglande tredäckiga linjeskeppet som någonsin byggts var det franska linjeskeppet Valmy som sjösattes år 1847. Hon hade räta sidor, vilket kraftigt utökade utrymmet för de övre batterierna, men gav avkall på stabilitet; trästabilisatorer tillfördes under vattenlinjen för att åtgärda problemet. Man trodde att Valmy var det största segelfartyg som gick att bygga eftersom större dimensioner gjorde riggingmanövrar svåra då man enbart hade mankraft att tillgå. Hon deltog också i Krimkriget och efter att hon återvänt utgjorde hon hemvist för den franska flottakademin och gick då under namnet Borda mellan 1864 och 1890.

## Industriåldern
Från och med 1840-talet började flera tekniska uppfinningar revolutionera örlogsfartygskonceptet. Tillförlitlig ångkraft gjorde örlogsfartygen mera manövrerbara och denna kraftkälla blev det naturliga valet gentemot segel så fort som problemen med långdistansresor och påfyllning med kol hade lösts. Fartygsartilleri med spränggranater som kunde penetrera och antända träskrov uppfanns av den franska amiralen Henri-Joseph Paixhans och togs i bruk av de franska, brittiska, ryska och amerikanska flottorna. Deras effektivitet, som bevisades vid Krimkriget ledde sedermera till att de första pansarfartygen utvecklades år 1859 och att man började bepansra skroven på vanliga örlogsfartyg. På 1860-talet byggde de stora sjömakterna "pansarfregatter", som användes som slagskepp och inte som fregatter trots att de enbart hade ett kanondäck. De första helt stålskrovade fartygen dök upp år 1876, i och med sjösättningen av det franska fartyget Redoutable.

### Spränggranater
Trots att spränggranater länge hade använts vid landkrigföring (i haubitsar och mörsare) så kunde de enbart avfyras i branta vinklar i elliptiska banor och med relativt låga hastigheter, vilket gjorde dem opraktiska för sjökrigföring. Sjöstrider hade hittills krävt kanoner med flacka banor för att man skulle ha någon chans att träffa målet. Därför hade sjökrigföringen hittills bestått av möten mellan fartyg som använde mynningsladdade kanoner med flacka kulbanor och kanonkulor, vars verkan lätt absorberades av en träbåt.
Den franske amiralen Henri-Joseph Paixhans utvecklade en tidsfördröjd mekanism som för första gången tillät att granater avfyrades säkert med högeffektiva kanoner med flacka kulbanor. Spränggranaternas effekt mot träskeppen var förödande. De första Paixhanskanonerna tillverkades år 1841 och de franska, brittiska, ryska och amerikanska flottorna tog denna kanon i bruk på 1840-talet. Detta utvecklingsskede inom sjökrigföringen visade sin största effekt när den ryska flottan, som var utrustad med dessa kanoner, förintade den turkiska flottan vid slaget vid Sinop år 1853.
Paixhanskanonen, som var konstruerad för enbart hylsgranater, utvecklades 1854 av den svenskättade amerikanen John A. Dahlgren, till en kanon som kunde avfyra både hylsgranater och granater med drivladdningar och dessa kom att användas i amerikanska inbördeskriget (1861-1865).

### Ångdrivna örlogsfartyg

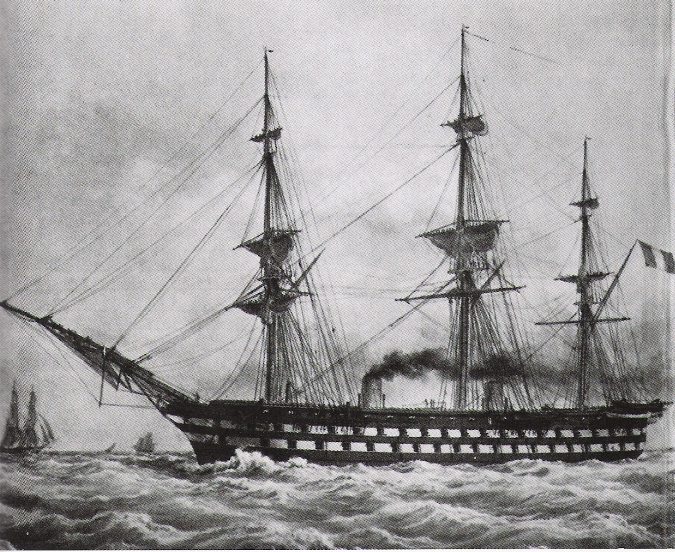
Napoléon (1850), det första nybyggda linjeskeppet med ångdrift.

Innan man började experimentera med propellrar på 1840-talet var skovelhjul den enda ångdrivna framdrivningsformen (propellrar hade egentligen utvecklats redan före skovelhjulen, men på grund av ångmaskinernas låga arbetsvarv och svårigheter att konstruera en effektiv utväxling för att höja propellrarnas rotationshastighet tillräckligt föll dessa snart ur bruk). På grund av skovelhjulens läge på skrovets sidor och det stora maskineri som krävdes, var denna framdrivningsform inte lämplig eftersom den kraftigt begränsade antalet kanoner som kunde bäras i slagskeppens bredsideutformning. Dessutom var hjulhusen känsliga konstruktionsdetaljer som lätt skadades i en strid och därmed gjorde fartyget manöverodugligt. Propellrar blev därför det tekniska valet vid utvecklingen av slagskepp.
När det franska linjeskeppet Napoléon sjösattes år 1850 kom hon att bli det första nybyggda linjeskeppet med propellerdrift. Hon var även det första propellerdrivna linjeskeppet och anses vara det första verkligt ångdrivna linjeskeppet. När man i Storbritannien fick reda på de franska planerna beställde man Agamemnon år 1849. Detta fartyg sjösattes år 1853.
Under 1840-talet hade Storbritannien utvecklat några fartyg för försvar av sina hamnanläggningar. Dessa fanns både av propeller- och ångdrivna typer. Dessa så kallade "blockadskepp" eller "ångvaktskepp" var ombyggda, små, traditionella linjeskepp som minskats ner till flytande batterier. Ballasten hade avlägsnats och man hade utrustat dem med en ångmaskin som kunde utveckla 450 hk (340 kW). Detta var tillräckligt för att driva fartyget framåt med 5,8 (11 km/h) till 8,9 knops (16 km/h)  fart (dessa fartyg, som hade byggts om år 1846, var Blenheim, Ajax och deras systerfartyg ). Storbritannien förhöll sig dock avvaktande med att utveckla ångdrivna örlogsfartyg på grund av sina avlägsna besittningar som krävde beskydd. Ännu var segelfartyg det lämpligaste och tillförlitligaste alternativet för detta ändamål eftersom ångfartygen ännu var för små för att kunna bära med sig tillräckligt med kol för längre expeditioner.
Fransmännen byggde åtta systerfartyg till Le Napoléon under de närmsta 10 åren, men Storbritannien kom snart att återta tätplatsen, både i antal nybyggen och ombyggen. Sammanlagt byggde Frankrike 10 nya ångdrivna linjeskepp med träskrov och byggde om 28 äldre linjeskepp, medan Storbritannien byggde 18 nya och byggde om 41 äldre slagskepp. Slutligen kom Frankrike och England att bli de enda länderna som byggde flottor av ångdrivna örlogsfartyg med träskrov, trots att flera andra länders flottor hade åtminstone ett exemplar, byggt eller ombyggt med brittisk teknisk hjälp (däribland Ryssland, Turkiet, Sverige, Neapel, Danmark och Österrike).

### Pansarfartyg

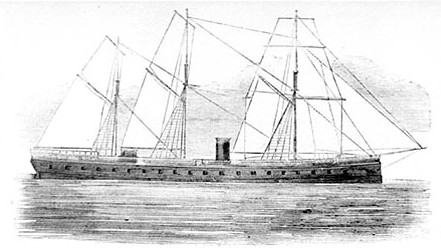
Det franska pansarfregatten La Gloire (1859), det första sjögående pansrade örlogsfartyget.

Storbritanniens flottherravälde utmanades åter år 1859 när Frankrike sjösatte La Gloire, det andra oceangående järnklädda örlogsfartyget (de första var "sköldpaddefartygen" i Korea). La Gloire konstruerades som ett linjeskepp. Hon var de facto ett slagskepp men hade enbart ett kanondäck eftersom man ville hålla ner vikten. Trots att La Gloire var byggd i trä och oftast förlitade sig till segel under sina resor så utrustades hon med en propeller och hennes träskrov skyddades av tjockt järnpansar. Tillkomsten av detta fartyg gjorde omedelbart samtliga brittiska fartyg föråldrade eftersom de brittiska fartygen lätt kunde utmanövreras och deras kanonkulor studsade av Gloires revolutionerande metallpansar. Storbritannien satte genast igång en massiv vapenkapplöpning genom att sjösätta den järnbeklädda HMS Warrior år 1860. De konstruktionslösningar som därpå följde gjorde båda skeppen föråldrade efter enbart 10 år. När den brittiska flottans träfartyg blev föråldrade kom andra länders flottor att ta chansen att utmana dem och byggde nya, högteknologiska örlogsfartyg. Stora flottbyggnadsprogram startades i Storbritannien, Frankrike, Italien, Österrike-Ungern, Ryssland och Preussen/Tyskland. Britterna, som var besatta av att upprätthålla sin marina överhöghet (det vill säga tumregeln att Royal Navy skulle kunna utnumrera världens två näst största flottor tillsammans), spenderade mer och mer ekonomiska medel på sina försök att svara på de nya fartygskonstruktionerna.

### Vridbara torn och räfflade kanoner

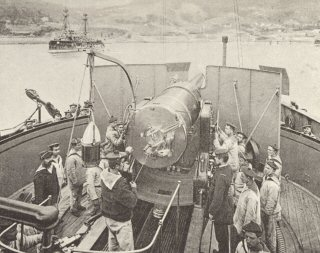
Kanontorn på det franska slagskeppet Redoutable (1876).

Snart därefter började man använda räfflade kanoner. Räfflingen gjorde det möjligt att skjuta avlånga spetsiga projektiler med större förmåga att tränga igenom pansaret. Kanoner placerade i vridbara kanontorn började dyka upp. Dessa hade kopierats av konstruktioner som skeppskonstruktören John Ericsson och den brittiske uppfinnaren kapten Cowper Coles hade uppfunnit. Tornen hjälpte till att lösa de problem som uppstod i och med att kanonerna snabbt ökade i vikt och storlek. Genom att man tillät kanonerna att skjuta i en bredare skottvinkel kunde de kvarvarande kanonernas potential utnyttjas maximalt. På 1870-talet blev slutligen fregatterna med sina sidoportskjutande kanoner omoderna. En kort tid fanns också fartyg som förde fast monterade vridbara kanoner placerade i kasematter på däck. Dessa medgav större skottfält än bredsidekanonerna, men inte samma skydd och skottfält som kanontornen. Pansarkryssare som först hade bredsidekanoner övergick snart till torn. Övergången från slätborrade kanoner till räfflade mynningsladdade kanoner och räfflade bakstyckesladdade kanoner hade stor inverkan på fartygskoknstruktionen. Rädslan att en fiende kunde utföra ett anfall med fartyg som enbart var måttligt bättre än de brittiska utgjorde en stor faktor i den brittiska flott-policyn under det sena 1800-talet. Krigsfartygsteknologin gjorde så stora framsteg mellan 1865 och 1906 att nya slagskepp ofta var föråldrade inom fem år efter att de sjösatts. Den brittiska regeringen spenderade i medeltal 1,75 miljoner pund per år (cirka 0,2% av BNP) år 1870 på konstruktionen av nya örlogsfartyg; den största delen gick åt till byggandet av slagskepp.

### Krutframsteg
Svartkrutsgaserna utvidgade sig kraftigt efter förbränning och därför hade effektiva kanoner relativt korta kanonrör, annars skulle friktionen sakta ned granaten efter att utvidgningen var klar. Svartkrutets skarpa explosion kunde också innebära att kanonerna utsattes för extremt hög materialutnötning. Ett viktigt utvecklingssteg var när man pressade samman krutet till pellets. Detta förhindrade att krutets beståndsdelar separerades och att man kunde få lite bättre kontroll på förbränningen genom att välja pelletsstorlek. Brunkrut) förbrändes långsammare, vilket tillät längre kanonrör, vilket i sin tur medgav högre träffsäkerhet. Brunkrutet utsatte även röret för mindre påfrestningar, förlängde kanonernas livstid och allt detta ledde till att kanonrören kunde tillverkas med högre toleranser.
Utvecklingen av det röksvaga krutet kom att bli ett kritiskt steg i utvecklingen av de moderna slagskeppen. Genom att eliminera röken förbättrades sikten betydligt under strid. Energi-innehållet, vilket motsvarar drivladdningen, var mycket större än svartkrutets och förbränningshastigheten kunde kontrolleras genom att man justerade sammansättningen. Rökfritt krut är även motståndskraftigt mot detonation och är mindre korrosivt.

### Stålslagskepp

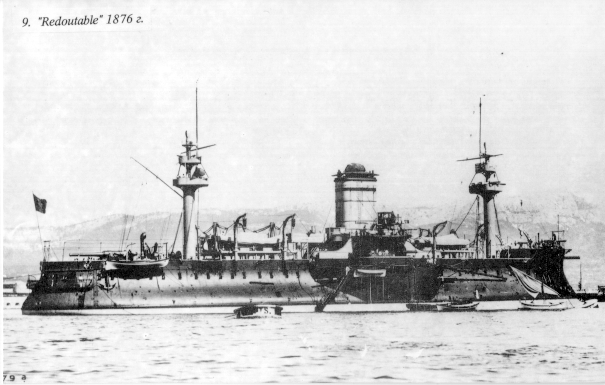
Det franska slagskeppet Redoutable (1876) - det första slagskeppet byggt helt i stål.

Stålet erbjöd en större strukturell styrka vid samma vikt i jämförelse med järnet. Frankrike var det första landet som tillverkade stål i större kvantiteter genom att använda Martinprocessen. Den franska flottans slagskepp Redoutable, som började byggas år 1873 och som sjösattes år 1876, var ett slagskepp med huvudartilleriet placerat längs fartygets mittlinje och mindre pjäser i barbetter längs sidorna. Detta fartyg kom att bli det första slagskeppet i världen som använde stål som huvudsakligt konstruktionsmaterial. Vid denna tid hade stålplåtar ännu vissa defekter och det yttre plåtlagret på fartygets undersida var gjort av smidesjärn.
Royal Navy följde snart efter och byggde örlogsfartyg helt i stål. De första brittiska fartygen helt i stål blev Iris och Mercury som byggdes 1875 och 1876. Vid tillverkningen av dessa använde britterna först Martinprocessen men bytte senare om till den mera ekonomiska Bessemerprocessen för att tillverka stålet. Därefter kom alla efterföljande fartyg att vara i stål, med undantag från några kryssare som hade kompositskrov (järn/stålbalkar och träskrov).

### Designexperiment
Mellan 1870 och 1890 experimenterades det mycket med slagskeppskonstruktioner. De olika flottorna testade olika tornarrangemang, fartygsstorlekar och antal. Till skillnad från britterna byggde fransmännen ofta endast ett enda exemplar av varje ny design. Den franska flottan kallades därför retfullt för "utprovningsflottan" av britterna. Under denna tid tillkom några verkligt bisarra örlogsfartyg. En serie tyska örlogsfartyg byggdes med dussintals småkalibriga kanoner för att avvärja mindre fartyg, ett brittiskt fartyg utrustades med ett ångturbinmaskineri (som några decennier senare skulle användas som huvudframdrivningssystem hos de flesta örlogsfartygen) medan en hel klass av franska slagskepp, däribland Bouvet från 1896, utvecklades utan hänsyn till symmetri eller harmoni - fartygens aggressiva utseende föredrogs. 
Till de nationer som innehade betydande slagflottor vid denna tidpunkt kan inräknas Storbritannien, Frankrike och Ryssland plus nykomlingarna Tyskland, Österrike-Ungern och Italien, medan Turkiet och Spanien byggde ett mindre antal pansarfregatter och kryssare. Sverige, Danmark, Norge, Nederländerna och USA byggde mindre "kustslagskepp" som kallades Pansarskepp eller Monitorer. Deplacementet för dessa fartyg låg vanligtvis under 6 000 ton. 
Vissa flottor experimenterade med "andra-klass-slagskepp", örlogsfartyg som konstruerades för att vara mindre kostsamma än de fullskaliga slagskeppen, men även på bekostnad av styrka; dessa var inte effektiva för flottor med globala ambitioner. Förenta staterna experimenterade med fyra sådana fartyg, däribland de första två amerikanska slagskeppen, USS Maine och USS Texas.

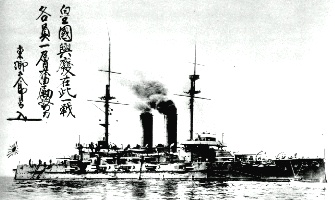
Pansarskeppet Mikasa, flaggskepp för den japanska flottan vid slaget vid Tsushima år 1905.

De första örlogsfartygen som påminde om moderna slagskepp var Devastation-klassen som byggdes i Storbritannien omkring år 1870. Dessa tornartillerifartyg med låga fribord byggdes endast några år efter det första slaget mellan pansarfartygen (USS Monitor och CSS Virginia (före detta USS Merrimack) vid Hampton Roads på Virginiakusten). 
Nordstaternas skruvfregatt Merrimack låg i docka i Norfolk när det nordamerikanska inbördeskriget bröt ut. För att undvika att hon föll i fiendens händer brändes hon och sänktes i sin docka den 20 april 1861. Sydstaterna, som var i desperat behov av fartyg lyfte upp och tog hand om det ännu användbara skrovet och byggde om henne till ett pansarfartyg som döptes till Virginia.
Detta pansarklädda, kanonbestyckade ramningsfartyg var så gott som osårbart mot nordstaternas blockadskepp, och som ett motmedel konstruerade nordstaterna fartyget Monitor. De två fartygen kom att mötas vid slaget vid Hampton Roads. Ingen av dem sänktes, men nordstaterna ansåg sig segerrika när Virginia drog sig ur striden.
Monitor kom att påverka konstruktionen av större örlogsfartyg på flera sätt. Främst på grund av hennes nya, rörliga kanontorn, som tillät henne att bekämpa mål omkring henne, till skillnad från Virginia som hade ett konventionellt kanondäck. Därtill var fartygen helt bepansrade ovanför vattenytan. Namnet Monitor kom senare att användas för en fartygstyp som användes under andra hälften av 1800-talet och början av 1900-talet.
Det var först omkring 1880 som utvecklingen av slagskeppskonstruktionerna kom att bli så pass stabila att man kunde bygga större klasser av stort sett identiska fartyg. I takt med den tekniska utvecklingen växte slagskeppens deplacement kraftigt när de fick kraftigare maskiner, bättre pansar och fler kanoner av mindre kaliber. Många experimentella fartyg byggdes, men alla flottor enades slutligen kring en konstruktion som kom att bli känd på engelska som "pre-Dreadnoughts" ("före-Dreadnoughts", det vill säga fartyg som byggdes innan det revolutionerande fartyget HMS Dreadnought).  Dessa fartyg byggdes under perioden 1890–1905 och hade vanligtvis ett deplacement om 9 000–16 000 ton, en fart omkring 13–18 knop. Bestyckningen utgjordes av fyra grovkalibriga kanoner som vanligtvis var av 12 tums (305 mm) kaliber, fördelade på två torn som var förlagda till fartygets köllinje för- och akteröver. Därtill hade de ett medeltungt batteri som vanligtvis bestod av åtta 8-tums (203 mm) kanoner som fanns i dubbeltorn i överbyggnadens hörn och slutligen var fartygen utrustade med ett sekundärt batteri av mindre kanoner. Huvudpjäserna (305 mm och 203 mm) användes vanligtvis vid strid mot andra slagskepp, medan den sekundära bestyckningen (vanligtvis 7-tums (178 mm) till 5-tums (127 mm)) var ämnade för avvärjning av mindre hot, såsom kryssare och de nya jagarna. Ett litet antal konstruktionsserier, däribland de amerikanska Kearsarge- och Virginia-klasserna experimenterade med att ha hela (eller delar) av sitt medelsvåra artilleri (203 mm) placerat ovanpå det grova huvudartilleriet. Detta visade sig vara mindre lyckat eftersom vibrationerna från de stora kanonernas rekyl gjorde de mellansvåra kanonerna nästan totalt obrukbara i strid. Därtill ledde omöjligheten att separat rikta det svåra och medelsvåra artilleriet till en betydande taktisk begränsning. Torn, bepansring och ångmaskiner förbättrades under åren som gick och torpedtuber tillkom. Det var dock konstruktionen av ett specifikt fartyg år 1906 som kom att leda till en återigen intensifierad kapprustning.

## Dreadnought-eran
I maj 1905 besegrades den ryska flottan grundligt vid slaget vid Tsushima av den japanska flottan som var utrustad med de senaste slagskeppen. Slaget påvisade att enbart de största kanonerna räknades i moderna sjökrig. När de sekundära pjäsernas kalibrar växte blev det svårare att se skillnad på vattenkaskaderna och därmed blev även eldledningen svårare. Slaget vid Tsushima visade att skadorna som erhölls från det svåra artilleriet var mycket allvarligare än de som erhölls av den sekundära beväpningen. Därtill visade slaget det praktiska i att föra strid på avstånd som var för stora för de sekundära artilleripjäserna (11 000 m).
USA, Japan och Storbritannien drog sina slutsatser och påbörjade planeringen av fartyg med enbart svårt artilleri. Den japanska flottans slagskepp Satsuma kom att bli det första slagskeppet i världen som konstruerades som och byggdes som ett slagskepp med enbart svårt artilleri. Den dåliga tillgången på kanonrör tillät dock att hon enbart bestyckades med fyra av de planerade tolv 12-tumskanonerna (305 mm). Senare bestyckades hon även med åtta 10-tumskanoner (254 mm).

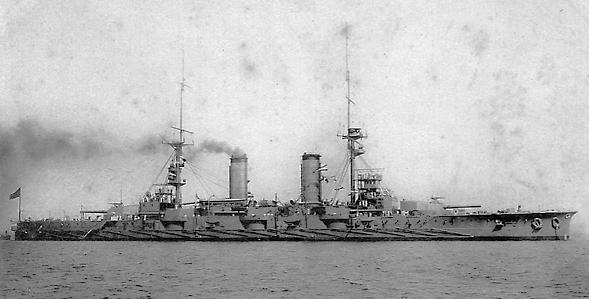
Den kejserliga japanska flottans slagskepp Satsuma, det första skeppet som planerades som och byggdes som ett slagskepp med enbart svår bestyckning.

Storbritannien, vars flotta leddes av den första sjölorden (och chefen för amiralitetet), Jackie Fisher, tog ledningen och färdigställde HMS Dreadnought på enbart 11 månader. Dreadnought bar tio 12-tumskanoner (305 mm) i 5 torn och framdrevs av revolutionerande ångturbiner.  De äldre slagskeppen med sina kolvångmaskiner hade en praktisk fartbegränsning på 18 knop (33 km/h) - gick man snabbare blev vibrationerna helt enkelt för stora. Även vid denna hastighet begränsade vibrationerna möjligheterna att sikta pjäserna och vibrationerna gick hårt åt maskinerna. Dreadnought hade en toppfart om 21 knop (39 km/h). Det var det första av den nya ordningens slagskepp med enbart svårt artilleri. De stora sjömakterna påbörjade en tävlan om att bygga sina egna dreadnoughts för att inte utklassas av Storbritannien. Royal Navy, som kämpade med uppgiften att kunna matcha de två näst största flottorna sammanslagna, började kräva mer och mer pengar från staten för att konstruera dreadnoughtslagskepp. Regeringen som var svårt tyngd av kostnaderna från andra boerkriget och massans krav på mera regeringsmedel till välfärd och jobb kunde inte bekosta ytterligare dreadnoughts. Detta tillät rivaliserande flottor (speciellt den tyska Kaiserliche Marine) att komma ikapp de brittiska slagskeppsstyrkorna. Slagskeppen kom att fortsätta växa i storlek, kanonantal och tekniska framsteg, till och med efter Dreadnought eftersom varje land ville ha de bästa fartygen. Dreadnought själv kom att vara föråldrad redan år 1914. Denna dyra rustningstävlan skulle inte ta slut förrän Washingtonavtalet ingicks år 1922. Detta avtal begränsade antalet och storleken på slagskeppen som en nation fick ha.
Framsteg med kanonriktning och siktning gjorde att man kunde möta fienden på större avstånd (från 900 m eller mindre till 5 500 m eller mera). Det var till stor del på grund av torpeden (som hade en kort räckvidd, men stor verkan) som man ökat stridsavståndet. Detta ledde i sin tur till att man började frångå blandade kaliberbestyckningar, eftersom varje kaliber krävde sin egen riktanordning, något som gjorde kanontekniken onödigt komplicerad. Vid längre avstånd upphävdes behovet av de snabbskjutande medelsvåra pjäserna eftersom man var tvungen att vänta på granaternas vattenkaskadrar innan man avfyrade nästa salva.  De svårare pjäserna var i princip då lika snabba eldgivare och hade mera verkan vid träff.

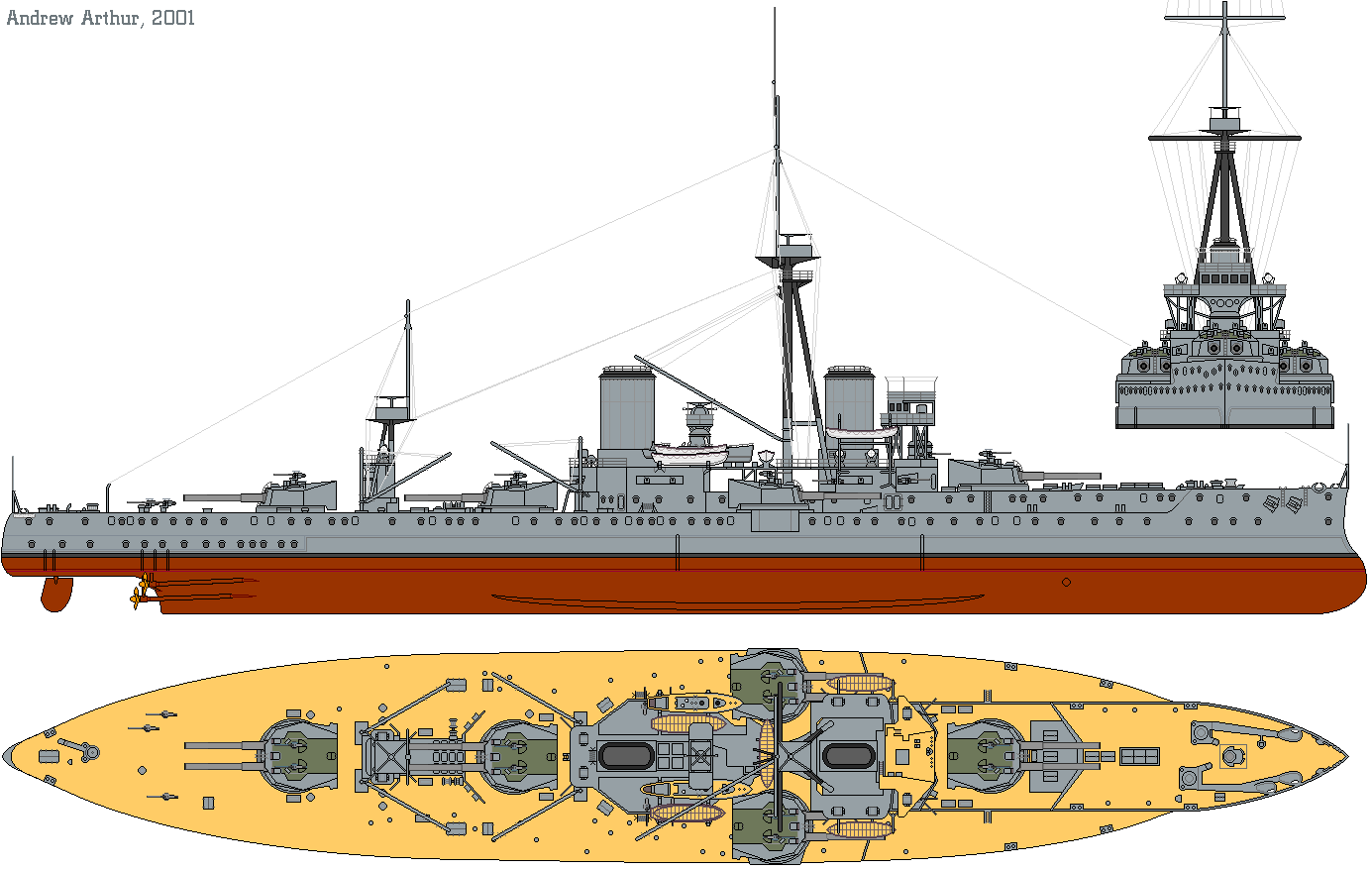
.

Den franska flottan löste problemet genom att granaterna även innehöll en färg som var individuell för varje örlogsfartyg. Andra nationer antog också denna metod.
Delvis som en konsekvens av denna nya filosofi och delvis på grund av dess kraftfulla nya turbinmotor gjorde sig Dreadnought nästan helt av med sina kanoner med mindre kalibrar som hennes föregångare burit. Detta tillät att hon bar flera svåra pjäser än något annat slagskepp som byggts vid denna tidpunkt. Hon bar tio 12-tumskanoner (305 mm) i fem torn; tre längs fartygets centerlinje (en förut och två akterut) samt två på flyglarna, vilket gav henne dubbla bredsidan i jämförelse med allt annat som flöt. Hon fick även behålla några snabbskjutande 12-pundskanoner (76 mm) som försvar mot jagare och torpedbåtar. Som det första stora örlogsfartyget, utrustat med ångturbiner, kunde hon göra 21 knop (39 km/h) på ett lugnt hav, vilket tillät henne att åka ifrån existerande slagskepp (vars typiska hastighet uppgick till 18 knop (33 km/h). Hennes bepansring var så stark att hon kunde möta varje då existerande örlogsfartyg i strid och segra.
Trots att fartyget hade vissa problem — konstruktionens flygelpjäser utsatte skrovet för press när de avfyrades och att övre delen av pansarbältet låg under vatten när hon var fullt lastad — var Dreadnought ett så revolutionerande slagskepp att alla slagskepp som föregått henne började kallas "Pansarskepp" (på engelska Pre-Dreadnoughts, "före-Dreadnoughts") och de efterföljande till "Dreadnoughts". Fartyg som byggdes under de efterföljande åren var större och hade kraftigare kanoner. De kom att kallas för "Super-Dreadnoughts". I ett enda penseldrag hade Dreadnought gjort alla då existerande slagskepp föråldrade; inklusive alla de slagskepp som tillhörde britterna själva. Alla nationer var nu tvungna att påbörja nybyggnadsprogram för att bygga ännu kraftfullare Dreadnoughtfartyg.
Den nationella stoltheten under det tidiga 1900-talet kom i många länder att manifesteras i hur många av dessa fartyg en flotta hade. Artiklar om flottor och deras sammansättningar publicerades i pressen så att allmänheten kunde följa med; den flottrustningstävling som Dreadnought initierade, speciellt mellan Storbritannien och det unga tyska imperiet kom att skapa kraftiga chockvågor. 
Dreadnought var utrustad med ångturbiner som tillät henne att hålla en högre hastighet under en längre tid och dessa maskiner krävde även mindre underhåll än vad trippelexpansionsmaskiner gjorde. Genom att turbinerna var mera kompakta tilläts även skrovet att bli lägre. Detta hade bieffekten att man kunde reducera bepansringen. Trots att turbiner hade använts i jagare under några år, kom Dreadnought att bli det första större örlogsfartyget som utrustades med dessa. Som en konsekvens av turbinerna kom Dreadnought att bli något billigare än de tidigare slagskeppen av Lord Nelson-klass.
De amerikanska slagskeppen av South Carolina-klass hade påbörjats innan Dreadnought och hade liknande egenskaper, förutom ångturbinerna. Deras färdigställande kom dock att dröja tills efter att Dreadnought blivit klar. De amerikanska fartygen var mindre än Dreadnought med sina 16 000 ton, de bar åtta 12-tumskanoner (305 mm) i fyra dubbeltorn som var placerade i trappstegsformation förut och akterut längs köllinjen. Detta arrangemang gav South Carolina och systerfartyget Michigan en bredsida som var jämförbar med Dreadnoughts utan att man hade de besvärliga flankpjäserna som fanns på de första brittiska dreadnoughtklasserna. Trappstegs-arrangemanget hade inte testats innan South Carolina sjösattes och man var rädd för att man skulle råka ut för samma problem som de tidigare slagskeppen av Virginia-klass, som hade haft pjäserna på varandra.

### "Superdreadnoughts"

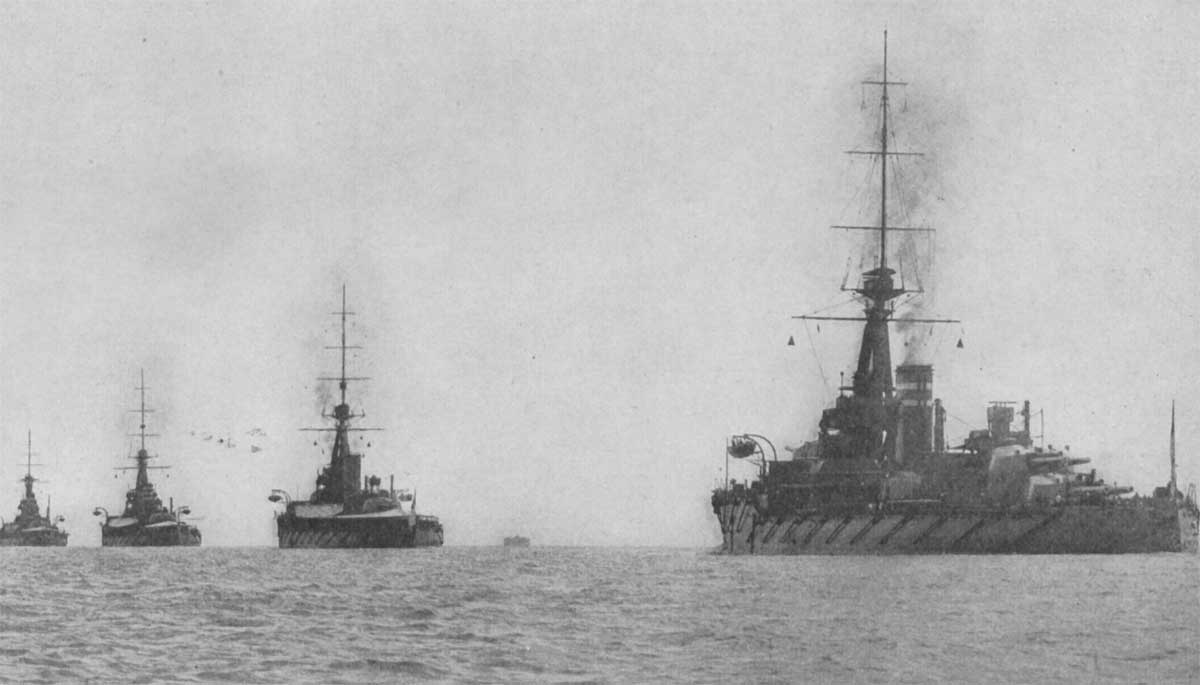
Brittiska slagskepp ur King George V- och Orion-klasserna på linje.

Superdreadnoughtskeppens ankomst kan inte definieras genom att man pekar på ett enskilt fartyg på samma vis som man kunde säga att Dreadnoughteran inleddes med HMS Dreadnought. Marinhistorikerna har dock ansett att den nya eran inleddes för britternas del med Orion-klassens slagskepp och för tyskarnas del med König-klassen.
Orion-fartygen var enbart ett steg i den mycket snabba slagskeppsevolutionen som påbörjades av Dreadnought. Orsaken till att man började kalla dem för "super" var deplacementstegringen på över 2 000 ton i jämförelse med de tidigare klasserna, introducerandet av de svårare 13,5-tumskanonerna (343 mm) och distribueringen av huvudbestyckningen längs köllinjen. De fyra år som skiljde mellan sjösättningen av HMS Dreadnought och HMS Orion uppvisade en ökning av deplacementet med 25 % och en fördubblad bredsidevikt. På grund av att amiralitetet insisterade på att ha öppna siktgluggar kunde inte de upphöjda tornen avfyra längs köllinjen utan att allvarligt skaka om kanonriktmedlen i det lägre tornet, en egenskap som undveks i USS South Carolina-klassens slagskepp.
Superdreadnoughtskeppen använde sig även av de senaste framstegen inom artilleritekniken och fick därmed riktningskontroller, större observationspositioner med avståndsmätare och elektriska repeterare, mekaniska kalkylatorer och uppskattare i skyddade rum, samt mycket avancerade riktnings- och korrektionsanordningar för kanonerna.
Superdreadnought-fartygens konstruktionssvaghet som avskiljde dem från efterkrigstida konstruktioner var fördelningen av bepansringen. Vid konstruktionen hade man lagt vikt vid vertikalt skydd, vilket krävdes vid strid på korta avstånd. Bestyckningen hos dessa fartyg tillät beskjutning av fienden på 20 000 meters avstånd men samtidigt var de sårbara för de fallande granaterna på det avståndet. Efterkrigstida konstruktioner hade 127 mm till 152 mm däckspansar för att skydda mot denna farliga, nedfallande eld. Konceptet med immunitetszoner kom att uppta en stor del av tanken bakom slagskeppskonstruktion. De förkrigstida konstruktionerna uppvisade även en brist på undervattensskydd. Detta åtgärdades först då torpeder började ses som ett verkligt hot.  Den amerikanska flottans slagskepp av "Standard"-typ, som inleddes med Nevada-klassens slagskepp, eller "Slagskepp 1912" konstruerades med långdistansstrid i åtanke och hade fördelat sitt pansar så att man även hade skydd mot fallande granater. Det första av dessa fartyg, USS Nevada började byggas år 1912, fem år innan slaget vid Jylland som kom att påvisa farorna med avståndseld för de europeiska flottorna.
Superdreadnoughtfartygen förpassades till andra-linjens-tjänstgöring av de konstruktioner som utvecklades under det första världskriget. De slagskepp som hade konstruerats under denna tid och som kom att tjäna i andra världskriget hade antingen grundligt byggts om eller var orsak till stor oro på grund av deras sårbarhet mot moderna slagskepp, i vissa fall både och.

## Första världskriget

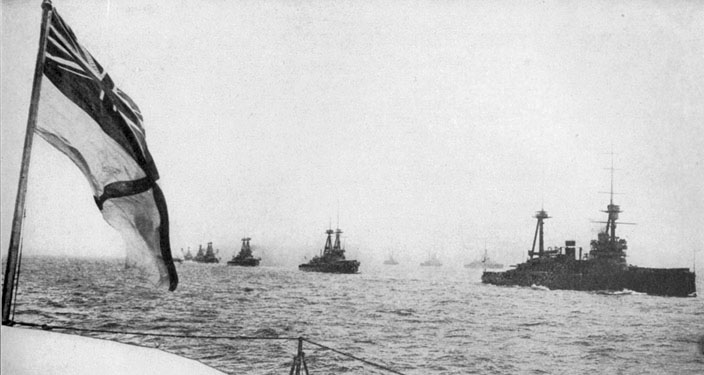
Den brittiska Grand Fleet under det första världskriget.

En intensiv kapprustning hade pågått mellan Tyskland och Storbritannien sedan 1890-talet. Byggandet av den brittiska HMS Dreadnought kom ironiskt nog att hjälpa tyskarna att knappa in det brittiska försprånget. Från att tidigare ha haft ett övertag med ungefär 20 fartyg av den senaste typen hade man numera enbart ett. Därtill kom den brittiska policyn, att ha en flotta större än världens andra och tredje största flottor sammanslagna, att bli ytterst kostsam för Storbritannien. Alla andra länder med slagskeppsflottor började även att bygga slagskepp av Dreadnought-typ under de närmast följande åren.
Vid denna tidpunkt hade Royal Navy säkrat britternas sjöherravälde under mer än ett århundrade. Den tyske kejsaren Wilhelm II och hans flottminister, Alfred von Tirpitz ville dock börja utmana detta herravälde - delvis på grund av strategiska orsaker, men huvudsakligen för att man ville utmana Storbritannien. Denna tävlan kulminerade i ett dödläge under det första världskriget. Den tyska Högsjöflottan och den brittiska Grand Fleet var för värdefulla för att riskeras i strid och därför tillbringade båda flottorna huvuddelen av kriget i hamn, väntande på att den andra skulle gå ut till sjöss. Fartygen var paradoxalt nog (strategiskt sett) för värdefulla för att stanna i hamn och för värdefulla för att sättas i strid. Frånsett några aktioner mot ryssarna i Östersjön begränsades de tyska flottoperationerna till att utföra räder med slagkryssare mot den brittiska östkusten. Man hoppades på så sätt att man skulle kunna lura ut den brittiska flottan så att den skulle kunna besegras av den väntande tyska Högsjöflottan. Britterna å andra sidan utförde seglatser ut på Nordsjön och båda sidor lade stora minfält. Trots att det förekom flera mindre flottsammandrabbningar kom slaget vid Jylland att bli det enda slaget där huvuddelarna av de brittiska och tyska flottorna möttes i strid. Det avbrutna slaget har kommit att ses som en taktisk tysk seger (fjorton brittiska skepp sänktes mot elva tyska, men Högsjöflottan flydde till hemmahamn), men en strategisk brittisk seger, eftersom det tog längre tid för tyskarna att reparera sina fartyg än vad det gjorde för britterna och därtill stannade tyskarna mest i hamn under återstoden av kriget.
Efter det första världskriget krävde vapenstilleståndsavtalet att huvuddelen av den tyska Högsjöflottan skulle interneras vid Scapa Flow, Skottland. De flesta av dessa fartyg borrades dock i sank av sina tyska besättningar den 21 juni 1919, strax innan Tyskland förelades fredsvillkoren i Versailles. De tyska sjömännen ansåg på så sätt sig själva som obesegrade och de kunde därmed också undvika att deras fartyg skulle falla i brittiska händer.

## Andra världskriget

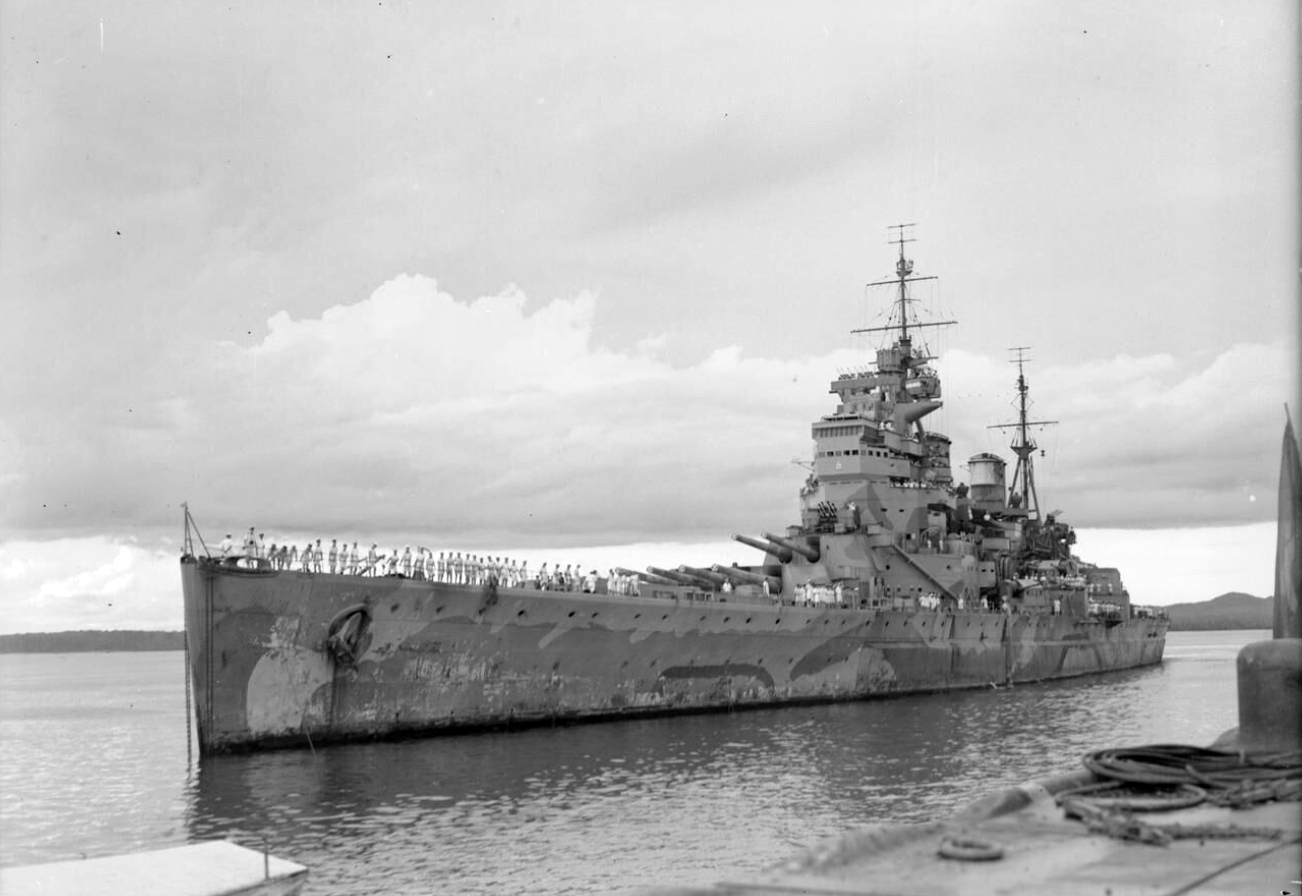
.

I enlighet med flottavtalet från Washington år 1922 började de större flottorna skala ner sina slagskeppsprogram och ett flertal fartyg i flera länder höggs antingen upp eller byggdes om för andra ändamål. Flottavtalet, med sina tilläggsparagrafer, var gällande fram till 1936, när de stora sjömakterna åter igen startade en kapprustningskarusell. Flera berömda slagskepp såsom den tyska Bismarck, brittiska  Prince of Wales och det japanska slagskeppet Yamato sjösattes alla under de därpå följande åren. Under andra världskriget kom sjökrigföringen att utvecklas kraftigt och slagskeppen förlorade sin position som de viktigaste fartygen i flottan. De flesta nybyggda slagskeppen under kriget hade liknande layout, vanligtvis utrustade med tre trippeltorn med 14–16-tumskanoner (356–406 mm), (460 mm i de kraftfulla Yamato-slagskeppen), med två torn förut och ett torn akterut. Överbyggnaden var flankerad av sekundära pjäser med en kaliber på 100 mm till 152 mm. Det var tänkt att Yamatos bestyckning skulle utklassa vilket pansarskydd som helst i världen, till och med den sofistikerade och tåliga bepansringen som fanns hos de amerikanska och brittiska slagskeppen. I verkligheten var de inte mera kraftfulla än de amerikanska 16-tumskanonerna (406 mm) som fanns ombord på de amerikanska slagskeppen. De största amerikanska och japanska slagskeppen kom dock aldrig att mötas i strid, och de kom inte ens inom synhåll för varandra.

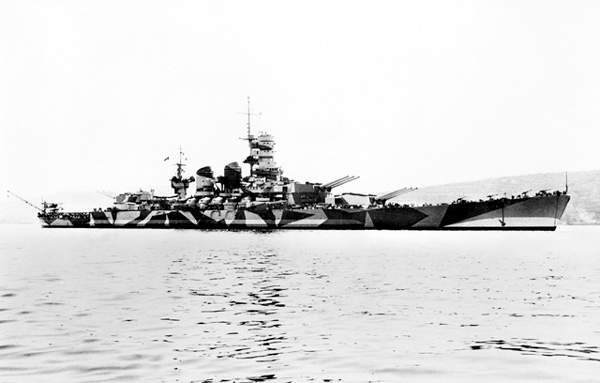
Italienska slagskepp Roma

Under den inledande fasen av slaget i Atlanten hotade tyska ytenheter de atlantkonvojer som förde mat och utrustning till Storbritannien. Brittiska och amerikanska slagskepp kom därför att användas för att skydda konvojer. Man försökte också jaga och förstöra de tyska fartyg som användes för konvojräder. Eftersom de olika uppdragen var så resurskrävande låg ofta reserven vid Royal Navys huvudankarplats vid Scapa Flow och väntade på tyskarnas nästa drag. De tyska slagskeppsräderna var inledningsvis mycket framgångsrika, bland annat lyckades det tyska fickslagskeppet Admiral Graf Spee sänka nio fartyg under sin seglats 1939, de tyska slagkryssarna Scharnhorst och Gneisenau lyckades överraska och sänka det brittiska hangarfartyget HMS Glorious utanför Norges kust i juni 1940. Under den därpå följande kryssningen i Nordatlanten sänkte Scharnhorst och Gneisenau 22 fartyg. Den 24 maj 1941 sänkte det tyska slagskeppet Bismarck slagkryssaren HMS Hood under sitt försök att bryta sig ut till Nordatlanten. Royal Navy jagade dock upp Bismarck och under ett anfall med gamla biplan av typen Fairey Swordfish från hangarfartyget HMS Ark Royal träffades Bismarck av en torped i sitt roder, vilket gjorde fartyget manöverodugligt. De brittiska slagskeppen kunde därmed hinna ikapp det tyska slagskeppet. Istället för att anfalla henne igen med flygplan närmade sig Royal Navy med en stark örlogseskader som bestod av slagskeppen King George V och Rodney, två kryssare, däribland HMS Dorsetshire, och ett antal jagare som anföll henne med sina kanoner och torpeder. Efter en 88 minuter lång strid sjönk Bismarck. Britterna hävdade att man sänkt henne medan de överlevande tyska besättningsmännen sade att de hade borrat fartyget i sank för att undvika att hon erövrades. Bismarcks öde är ännu idag ett hett debattämne.
Slagskepp var även inblandade i slaget om Medelhavet. Vid anfallet mot Taranto i november 1940, anföll det brittiska hangarfartyget HMS Illustrious Swordfishflygplan den italienska flottbasen vid Taranto. Mot förlusten av två flygplan sänkte man ett slagskepp och oskadliggjorde två andra. Denna framgång inspirerade japanerna till anfallet mot Pearl Harbor, vars planering påbörjades tre månader senare. Vid slaget vid Kap Matapan den 27–29 mars 1941, överraskade och sänkte en brittisk slagskeppsstyrka tre tunga italienska kryssare under ett kort men intensivt slag nära Kreta.

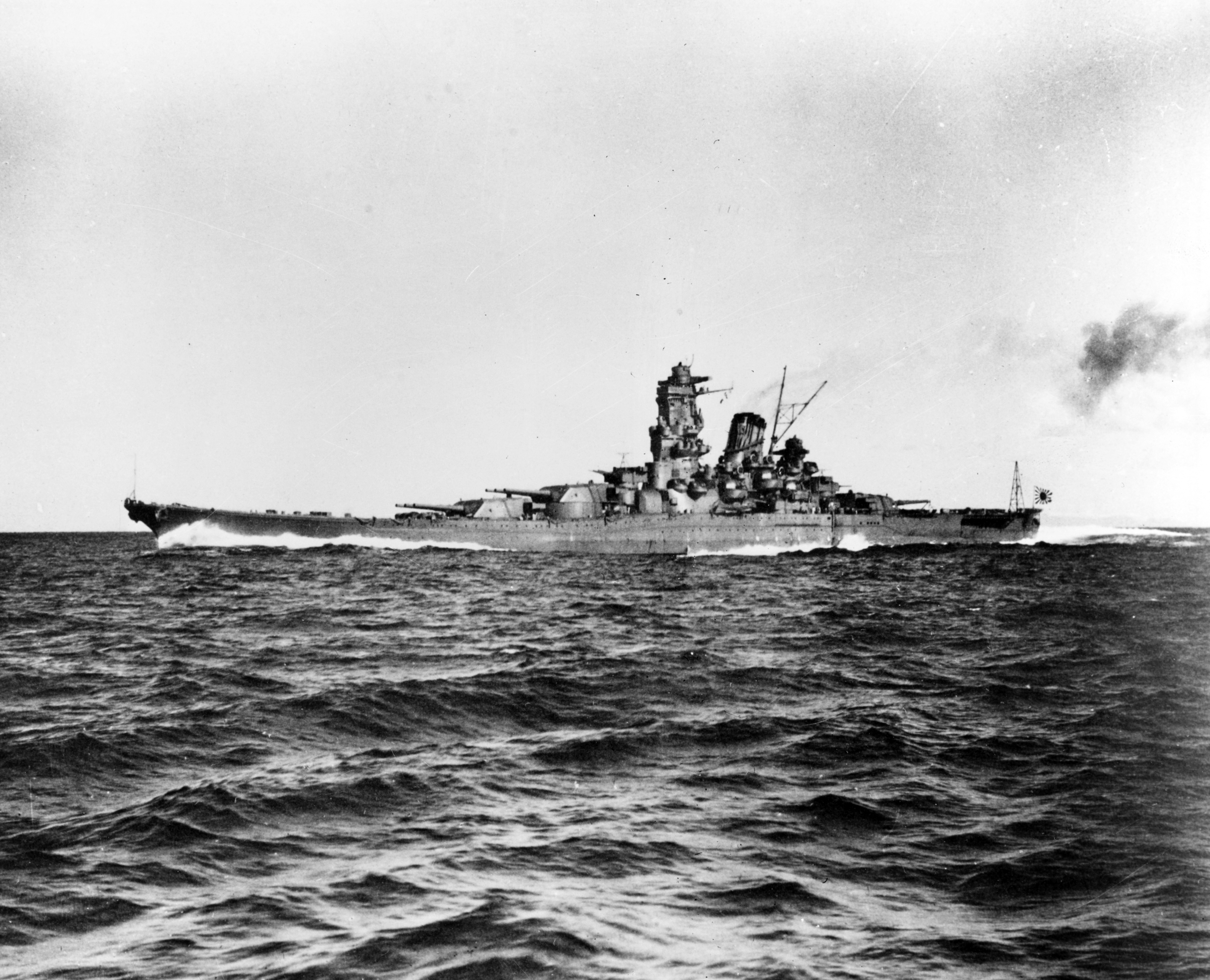
Den kejserliga japanska flottans slagskepp Yamato, år 1941 och hennes systerfartyg Musashi var världens största slagskepp.

Tekniken höll dock snabbt på att gå om slagskeppen. Slagskeppets kanoner hade en räckvidd på 40–50 km, medan hangarfartygen, med sina flygplan, hade en räckvidd på flera hundra kilometer. Tillkomsten av radar gjorde också flyganfallen mera effektiva. Bismarck gjordes manöveroduglig av föråldrade Swordfishtorpedbombplan från HMS Victorious och HMS Ark Royal (91). Det sovjetiska slagskeppet Marat och det italienska slagskeppet Roma sänktes av tyska luftanfall. Det brittiska slagskeppet HMS Prince of Wales och hennes slagkryssarkompanjon HMS Repulse sänktes av japanska torpedbombplan medan de försökte försvara Malaya (Malaysia och Singapore). Prince of Wales blev det första slagskeppet som sänktes av flygplan under strid på öppet vatten.
Under Dagen-D bombarderade de allierades slagskepp den franska kusten för att understödja landsättningsoperationerna. Flera äldre slagskepp nyttjades i denna roll - man slog ut kustartilleri som hotade transportfartygen och landstigningsfartygen men man försökte även slå ut trupp- och stridsvagnskoncentrationer samt järnvägsbangårdar. HMS Ramillies avfyrade 1 002 15-tumsgranater (380 mm) mot kustmål och drev även bort tyska flygplan, E-båtar och jagaranfall.
Vid det japanska anfallet mot Pearl Harbor i december 1941 sänktes eller skadades de flesta slagskeppen i den amerikanska stillahavsflottan. De tre amerikanska hangarfartygen (USS Yorktown, USS Lexington och USS Enterprise) som var huvudmålen var dock inte i hamn denna dag och undkom skada. Sex månader senare förlorades USS Lexington och USS Yorktown skadades i slaget vid Korallhavet. USS Enterprise, USS Yorktown och USS Hornet vände dock krigslyckan vid slaget vid Midway. Eftersom kriget fortgick och luftanfallen blev allt farligare kom slagskeppen att utrustas med mängder av luftvärnspjäser, däribland den effektiva 40 mm Boforskanonen. Flygplanens intåg i sjöslag kom dock att innebära att slagskeppens tid var förbi.
Slagskeppen i Stilla havet användes främst för kustbombardemang och luftförsvar för hangarfartygen.  De största slagskeppen, Yamato och Musashi sänktes av amerikanska luftanfall långt innan deras skräckinjagande bestyckning kunde hota den amerikanska slagstyrkan. Det sista aktiva tyska slagskeppet Tirpitz gömde sig tills sent under kriget i norska fjordar där den var relativt bra skyddad mot ubåts- och låghöjdsluftanfall genom terrängen och ett starkt luftvärn. Hon skadades dock allvarligt i september 1943 av ett djärvt brittiskt anfall med miniubåtar (Operation Source) och sänktes slutligen av brittiska flygplan som var utrustade med Tallboybomber.

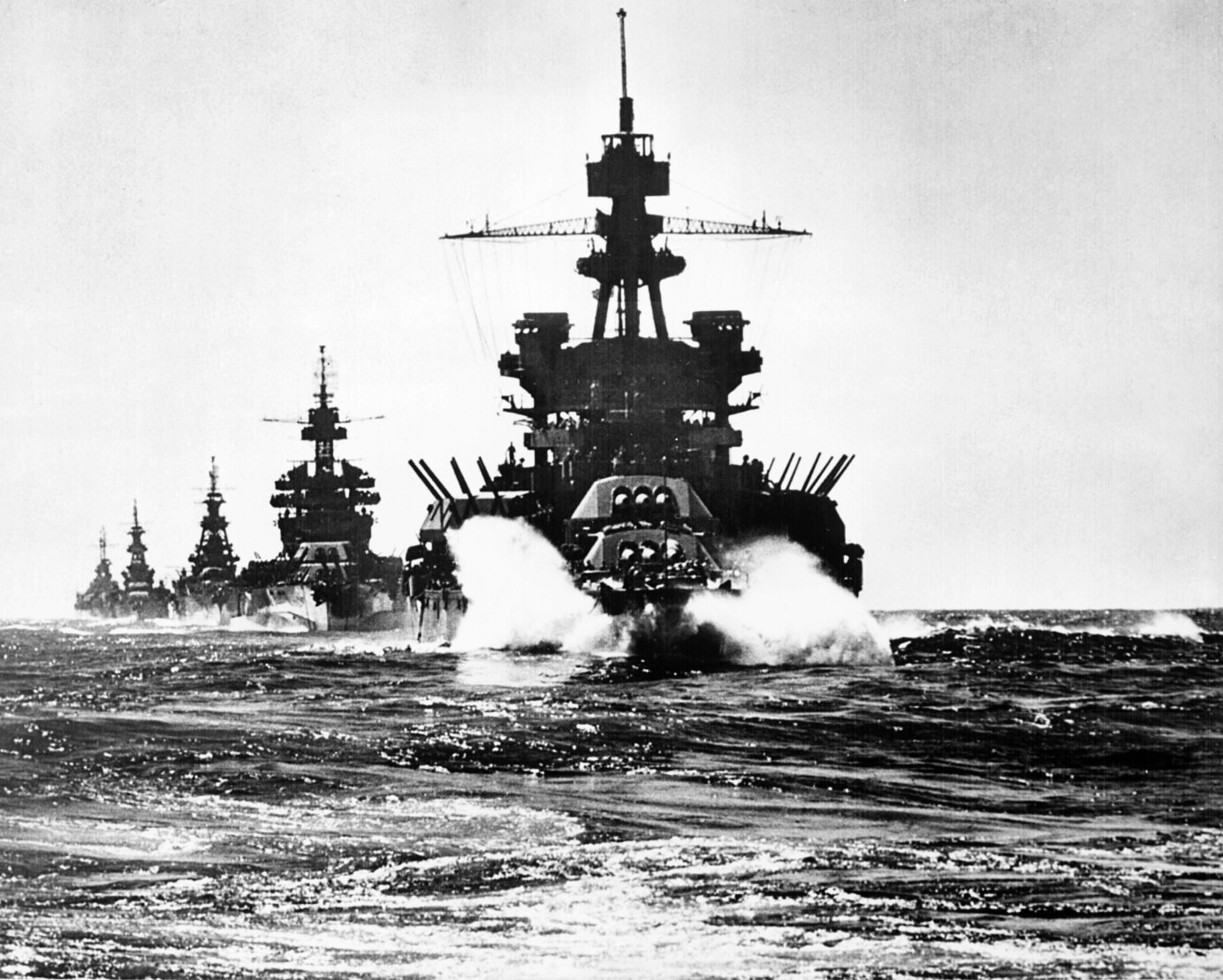
leder,, och in i Lingayenbukten vid Filippinerna i januari 1945.

Under den senare halvan av andra världskriget utkämpades de sista duellerna mellan slagskepp. USS Massachusetts bekämpade det vichyfranska slagskeppet Jean Bart den 8 november 1942. Under sjöslaget vid Guadalcanal den 15 november 1942 utkämpade och sänkte de amerikanska slagskeppen USS South Dakota och USS Washington det japanska slagskeppet Kirishima. Vid Nordkapsslaget, den 26 december 1943, sänkte HMS Duke of York och några jagare den tyska slagkryssaren Scharnhorst utanför Norge. Vid slaget om Leytebukten den 25 oktober 1944 sänkte sex slagskepp, framförda av amiral Jesse Oldendorf i den 7:e flottan den japanske amiralen Shoji Nishimuras slagskepp Yamashiro och Fuso under slaget om Surigaosundet.
Vid slaget om Samar den 25 oktober 1944 under slaget om Leytebukten visade japanerna dock att slagskepp ännu var ett dödligt vapen. Det var dock obeslutsamheten hos amiral Takeo Kurita och modet hos den amerikanska jagareskorten och flygplansbesättningarna, som dristigt utmanade de mycket tyngre japanska slagskeppen, som räddade de amerikanska eskorthangarfartygen, tillhörande styrka "Taffy 3", från att skjutas sönder och samman av de japanska slagskeppen Yamato, Kongo och Nagato samt deras kryssareskort. Mirakulöst sänktes enbart USS Gambier Bay och fyra jagare på grund av fiendeeld. De våldsamma amerikanska flyganfallen fick Kurita att tro att han i misstag anfallit amiral Halseys snabba hangarfartygsstyrka - ett misstag som då väl kunde kosta hans flotta och hans liv.
Som ett resultat av teknikframstegen skrotades planerna på ännu större slagskepp såsom de amerikanska slagskeppen av Montana-klass och de japanska slagskeppen av Super Yamato-klass. Efter andra världskrigets slut togs nästan samtliga slagskepp i världen ur bruk eller skrotades. I efterhand kan man dock konstatera att de flesta slagskeppsförlusterna under andra världskriget skedde medan fartygen var i hamn. Inget slagskepp sänktes av tunga bombplan ute till havs - vilket varit det största orosmomentet innan kriget (på grund av Billy Mitchell och hans bombningsexperiment med bland annat Ostfriesland). Det italienska slagskeppet Roma sänktes av en tysk radiostyrd bomb, en så kallad Fritz X, medan hon var på väg för att kapitulera för de allierade vid Malta. HMS Warspite skadades allvarligt av ytterligare en Fritz X-bomb en vecka senare. Men de verkliga farorna från luften utgjordes av små, en- till tremans störtbombare och torpedbombare såsom flygplanen Douglas SBD Dauntless och Grumman TBF Avenger.

## Efter andra världskriget

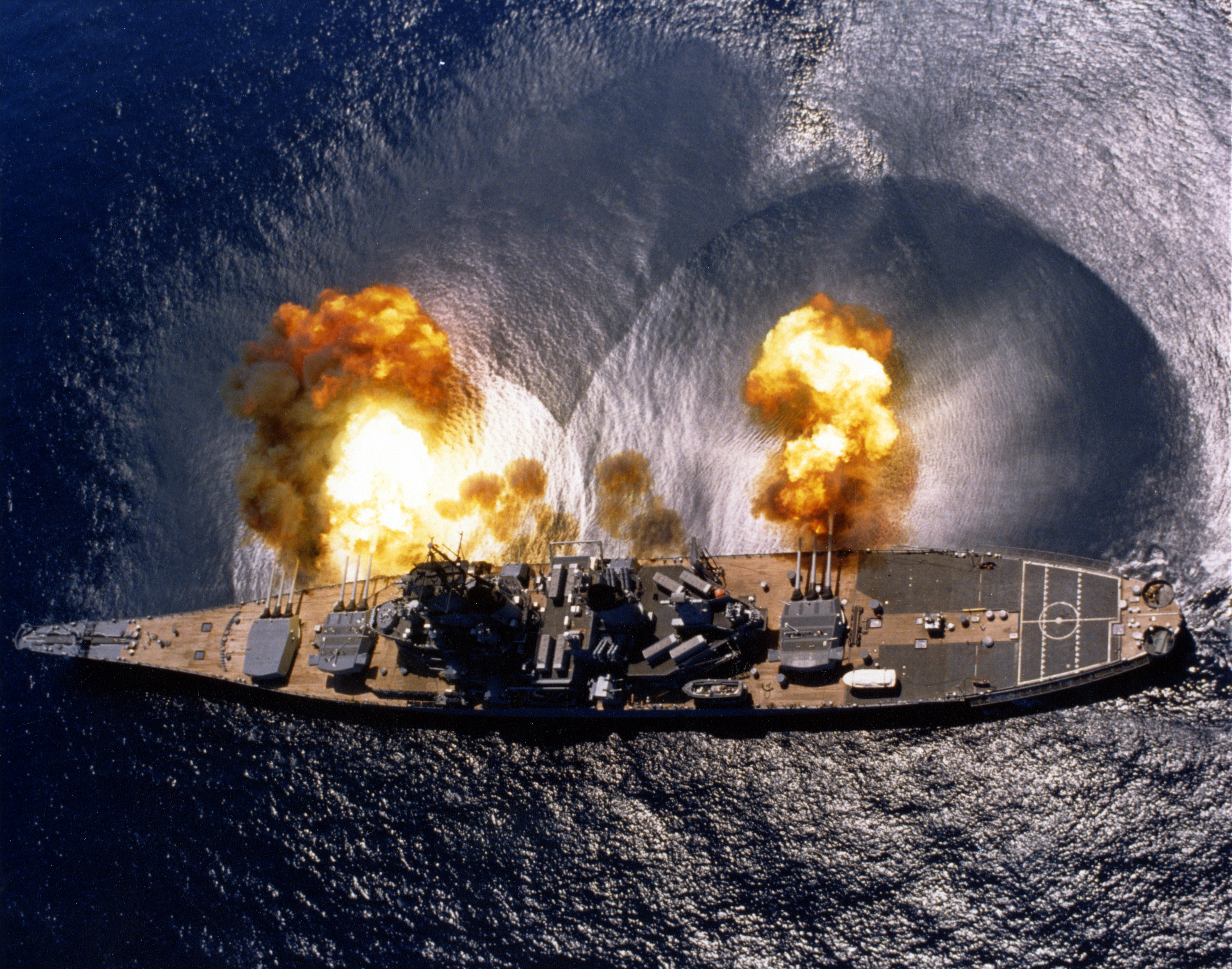
Slagskeppet avfyrar en salva åt styrbord.

Efter det andra världskriget behöll flera nationer slagskepp men de ansågs allmänt föråldrade och utklassade av hangarfartyg. Det italienska slagskeppet Giulio Cesare övertogs av Sovjetunionen som krigsskadestånd och döptes om till Novorossijsk; den sänktes av en tysk mina i Svarta havet den 29 oktober 1955. De två slagskeppen av Doria-klass skrotades sent på 1950-talet. Det franska slagskeppet Lorraine höggs upp 1954, Richelieu 1964 och Jean Bart år 1970. Storbritanniens fyra slagskepp av King George V-klass skrotades i slutet av 1950-talet och HMS Vanguard omkring 1960. Alla övriga brittiska slagskepp hade huggits upp i slutet på 1940-talet. Det sovjetiska slagskeppet Petropavlovsk skrotades 1953, Sevastopol år 1957 och Oktiabrskaja Revoljutsija 1959, det brasilianska slagskeppet Minas Gerais skrotades 1954 (systerfartyget Sao Paulo sjönk på väg till upphuggningen under en storm 1951, Argentina behöll sina två slagskepp av Rivadavia-klass fram till 1956, Chile behöll sin Almirante Latorre (före detta HMS Canada) fram till 1959 och den turkiska slagkryssaren Yavuz (tidigare den tyska Goeben, som sjösattes 1911) skrotades 1976 efter att tyskarna sagt nej till ett erbjudande om att köpa tillbaka fartyget. Sverige hade flera mindre pansarfartyg, av vilka ett, HMS Gustav V, överlevde fram till 1970. Väinämöinen som var det enda kvarvarande pansarfartyget i Finland skänktes till Sovjetunionen som krigsskadestånd. Där tjänade den som ett skolfartyg till 1966, när den höggs upp. Ryssarna skrotade även fyra stora halvfärdiga kryssare sent på 1950-talet, medan planerna på att bygga nya slagskepp övergavs efter Stalins död 1953. Det fanns även några äldre segelslagskepp som användes som bostäder eller som lagringsutrymme i Storbritannien. Alla dessa, förutom HMS Victory hade antingen sjunkit eller huggits upp fram till 1957.
Slagskeppen fick tillfälligt nytt liv i den amerikanska flottan när de togs ur malpåse för användning som eldunderstödsfartyg. Fartygsartilleri ansågs vara mera precist, mera effektivt och billigare än luftanfall av den amerikanska marinkåren. Radar- och datorkontrollerad eldgivning från fartyg kan träffa ett mål precist. USA tog alla de fyra slagskeppen av Iowa-klass ur malpåse under Koreakriget och bara USS New Jersey för Vietnamkriget. De användes huvudsakligen för kustbombardemang. Som en del av den amerikanske flottministerns John F. Lehmans arbete med att skapa en flotta om 600 fartyg under 1980-talet och som svar på den sovjetiska missilkryssaren Kirov togs återigen de fyra Iowa-slagskeppen ur malpåse. Vid flera tillfällen användes slagskeppen som understödsfartyg för hangarfartygsgrupper eller ledde sina egna slaggrupper. De moderniserades för att bära Tomahawkrobotar och New Jersey deltog i strid i Libanon och USS Missouri och USS Wisconsin avfyrade sin 16-tumskanoner (406 mm) mot landmål och avfyrade robotar under Kuwaitkriget. Wisconsin tjänstgjorde som ledningsfartyg för avfyrningen av Tomahawkrobotar i Persiska viken och ledde den sekvens av avfyrningar som inledde Operation Desert Storm. Totalt avfyrade hon 24 robotar under de två första dagarna i kampanjen. Detta kommer troligen att bli den sista gången som ett slagskepp deltagit i strid.
Alla de fyra Iowa-slagskeppen sattes återigen i malpåse under det tidiga 1990-talet, vilket gjorde dem till de sista slagskeppen som var i tjänst. Missouri och New Jersey är numera museifartyg vid Pearl Harbor och Camden, New Jersey. Wisconsin är ett museifartyg (vid Norfolk, Virginia) och skrevs nyligen ur flottans rullor. Fram tills tillräckliga donationsmedel har erhållits kan besökare enbart vandra omkring på däcket eftersom resten av fartyget är avstängt för avfuktning. USS Iowa (vid Suisun Bay) och Wisconsin var, fram tills nyligen, ännu inskrivna i flottans rullor och skulle vara de mest troliga fartygen att se i tjänst igen ifall behovet uppstod.

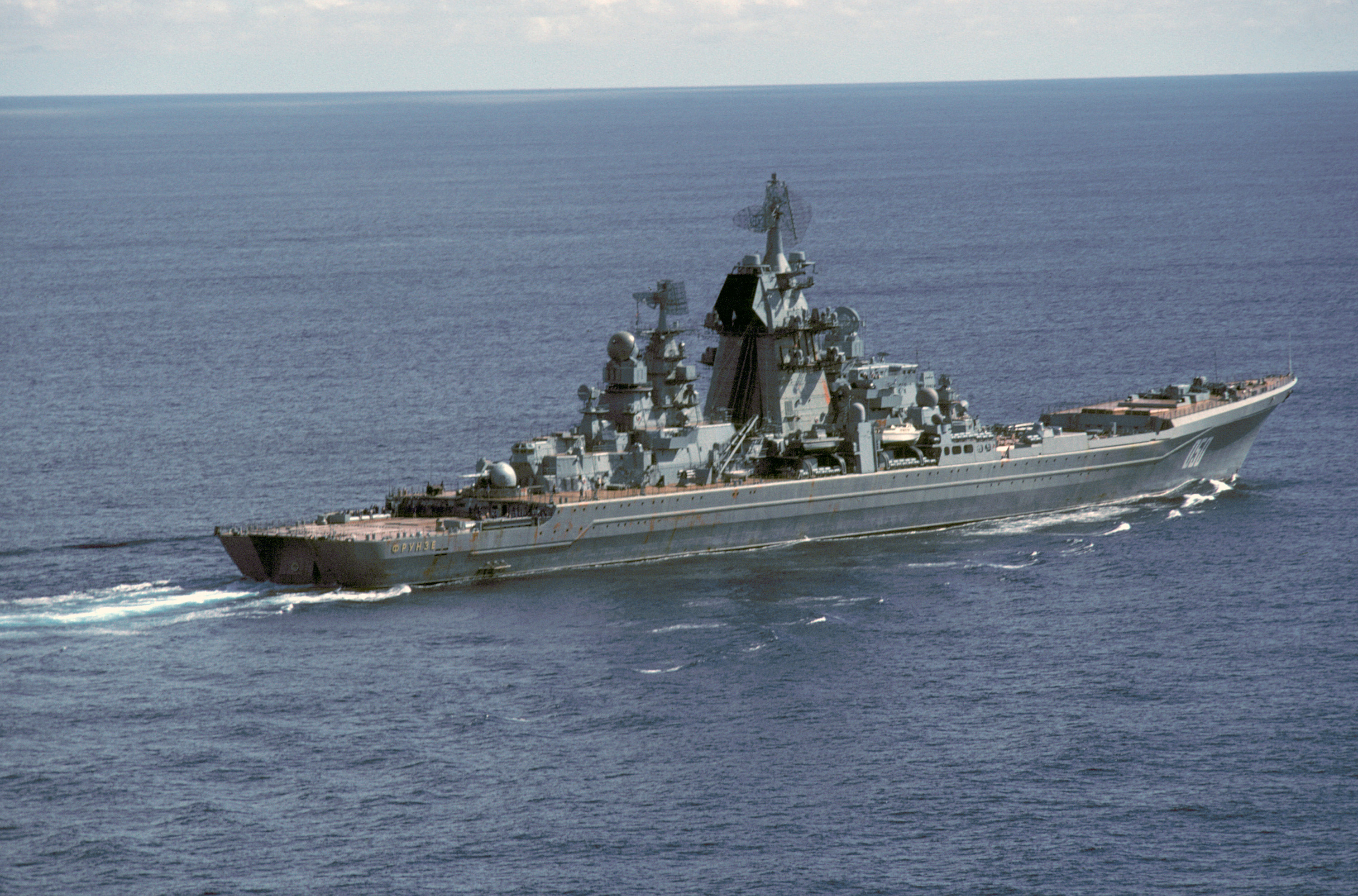
Ryska slagkryssaren

Under sent 1970-tal och framåt byggde Sovjetunionen fyra stora kärnkraftsdrivna robotkryssare av Kirov-klass (Raketnij Krejser (robotkryssare)). Introducerandet av dessa var ett av de främsta skälen varför man åter aktiverade de fyra Iowa-slagskeppen. De sovjetiska fartygen, som var mycket stora för att vara kryssare, var dock inte slagskepp i traditionell mening; de konstruerades som stora robotkryssare och saknade vissa av slagskeppens egenskaper, däribland tung bepansring och en signifikant kapacitet att bombardera kustmål. Kirov-kryssarna hade dock likheter med slagskepp genom sin mycket tunga beväpning för ytstrid med 20 stycken tunga sjömålsrobotar av typen P-700 Granit (SS-N-19 Shipwreck). Kirov-kryssarna var med sitt deplacement om cirka 26 000 ton dubbelt så stora som den sovjetiska Krasina-klassens robotkryssare (cirka 11 000 ton), lika stora till längd som Iowa-klassen, men hade enbart hälften av deplacementet (cirka 24 000 ton mot ca 52 000 ton). Pjotr Velikij är det enda fartyget av denna klass som ännu är i tjänst (2006). Ryssland har dock på senare år visat intresse att återinföra fler fartyg ur klassen och man har påbörjat restaureringen av en av kryssarna.

## Fiktiva framträdanden
Termen "slagskepp" förekommer ofta i militärorienterad science fiction, där de har en liknande roll som de historiska slagskeppen. Det bör dock nämnas att vissa författare använder termen "slagskepp" som en synonym till "örlogsskepp" och därför kan konstiga klassifikationer såsom "lätta slagskepp" eller "små slagskepp" förekomma. Vanligtvis är dessa futuristiska slagskepp stora rymdskepp som opererar i den yttre rymden, inte på de öppna oceanerna.
Liksom hangarfartygen har även konventionella oceangående slagskepp, både fiktiva och verkliga medverkat i flera filmer. Avkommissioneringen av USS Missouri var huvudtemat för Steven Seagal-filmen Under belägring (1992), trots att filminspelningen i verkligheten skedde ombord på slagskeppet USS Alabama. Myteriet ombord det ryska slagskeppet Potemkin var inspirationskälla för Eisensteins film Pansarkryssaren Potemkin, en av filmhistoriens mest inflytelserika filmer. Jagad över haven (1956) är en någorlunda verklighetstrogen beskrivning av hur pansarskeppet Admiral Graf Spee skadades och borrades i sank under andra världskrigets inledningsskede. Sänk Bismarck! är likaså en någorlunda verklighetstrogen spelfilm från 1960 om jakten på Bismarck. De brittiska linjeskeppens verksamheter under Napoleonkrigen är huvudtema för C. S. Foresters serie böcker om Hornblower.